# 小农

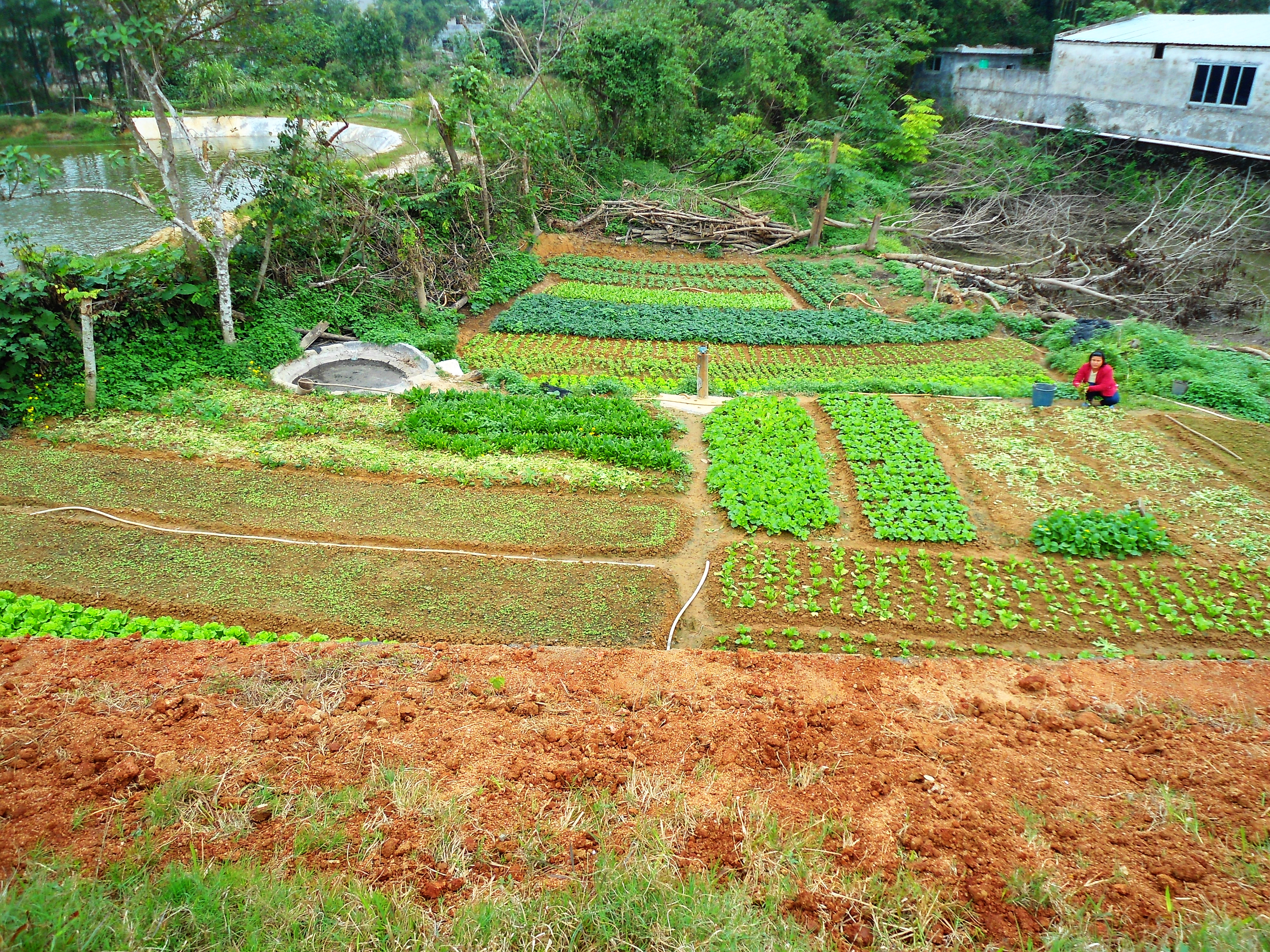
中國海南的小菜場

小农（英語：Smallholding）指的是小规模的农业生产者。小农有许多不同的方式定义。小农的耕种范围通常较小，可能在2公顷左右。小农通常由一个家庭单位进行劳动，收入也供养一个家庭单位。但是家庭农场不一定是小农，因为家庭农场可能规模化经营。小农通常混合耕种粮食作物与经济作物。小农是前资本主义时代农业生产的主要形式。
有报告估计小农生产了全世界30%左右的粮食。
小規模農業常常與工業化農業關係緊張，工業化農業透過增加產量、單一耕作、在大型農業經營下整合土地和規模經濟來提高效率。某些勞力密集經濟作物，例如加納或科特迪瓦的可可生產，嚴重依賴小農；截至 2008 年，全球 90% 的可可是由小農種植的。這些農民 60% 至 90% 的收入依賴可可。咖啡、棕櫚油和香蕉等其他作物的供應鏈也有類似趨勢。在其他市場，小規模農業可以增加糧食系統對小農戶的投資，進而改善糧食安全。如今，一些公司試圖將小農場納入其價值鏈，提供種子、飼料或肥料來提高產量。

## 参看
- 自耕农
- 社區農圃
- 家庭農場
- 混農林業
- 休閒農業
- 農民
- 樸門
- 自給農業
- 都市農業
- 垂直農法